# Szilvágy
Szilvágy község Zala vármegyében, a Lenti járásban, a Zalai-dombság területén, a Göcsejben.

## Fekvése
A Zalaegerszeget Lenti térségével összekötő 7405-ös út mentén fekszik, Pórszombat keleti szomszédságában. Itt ér véget az előbbi útba becsatlakozva, 7 kilométer után a 7415-ös út is.

## Története
Szilvágy nevét 1343-ban említették először az írásos forrásokban Ozyagh néven, a későbbiekben neve Alsó- és Felsőszilvágyként található. 1773-ban pedig nevét már Szilvágy alakban említették. A település egykori birtokosai a Bánffyak, majd a Nádasdiak voltak.
A falu a török időkben szinte teljesen elnéptelenedett, és csak lassan vált ismét népes településsé.
1778-ban még állt a Szent Adorján tiszteletére szentelt, de akkor már romos katolikus temploma, amely később megsemmisült. Az új templom 1994-ben készült el.

## Közélete

### Polgármesterei
- 1990–1994: Simon Ferenc (független)[3]
- 1994–1998: Id. Simon Ferenc (független)[4]
- 1998–2002: Péntek Gyuláné (független)[5]
- 2002–2006: Péntek Gyuláné (független)[6]
- 2006–2010: Péntek Gyuláné (független)[7]
- 2010–2014: Péntek Gyuláné (független)[8]
- 2014–2019: Péntek Katalin (független)[9]
- 2019–2024: Péntek Katalin (független)[10]
- 2024– : Péntek Katalin (független)[1]

## Népesség
A település népességének változása:
| Lakosok száma | 182  | 188  | 187  | 186  | 205  | 198  | 190  |
|               | 2013 | 2014 | 2015 | 2021 | 2022 | 2023 | 2024 |

A 2011-es népszámlálás idején a nemzetiségi megoszlás a következő volt: magyar 98,7%. A lakosok 71%-a római katolikusnak, 1,52% reformátusnak, 5% felekezeten kívülinek vallotta magát (22,3% nem nyilatkozott).
2022-ben a lakosság 95,1%-a vallotta magát magyarnak, 5,9% németnek, 5,4% cigánynak, 0,5% bolgárnak, 3,4% egyéb, nem hazai nemzetiségűnek (2% nem nyilatkozott; a kettős identitások miatt a végösszeg nagyobb lehet 100%-nál). Vallásuk szerint 68,8% volt római katolikus, 3,4% református, 1% egyéb katolikus, 4,4% felekezeten kívüli (22,4% nem válaszolt).

## Nevezetességei
Szilvágy község határában található a Patkó, a félkörives lejtő, melynek sajátos alakja adta a nevét. Légifelvételen szemlélve voltak, akik becsapódási kráternek gondolták. A Patkón szőlőt termesztenek.